# 日本レコードセンター
日本レコードセンター株式会社（にほんレコードセンター）は、1978年に設立されたエンターテインメント系のパッケージソフトの物流業務を主要事業としていた企業である。

## 概要
SBSホールディングス株式会社の傘下であり、日本におけるCDやDVD等のパッケージソフト流通会社としてはJAREDと並ぶ大手である。
環境に配慮しておりISO14001を取得している。物流は良質で安価にすることを目指している。その取り組みとして、荷物追跡システムを稼動しておりどこに今荷物があるかが分かるようになっている。そして荷物は注文を受けた翌日に全国へ輸送される。
なお、かつては日本ビクター（現・JVCケンウッド）の関係会社であり、ビクター系列の一員であった。インディーズ系の最大手流通会社であるダイキサウンドはここから独立する形で設立されており、ビクターと共同でインディーズ試聴機のシステム構築も行っていた。
2019年7月1日付で親会社であるSBSロジコムへ吸収合併され、日本レコードセンターは解散。吸収合併後は、SBSロジコムNRC支店となった。